# Schotse Hooglanden

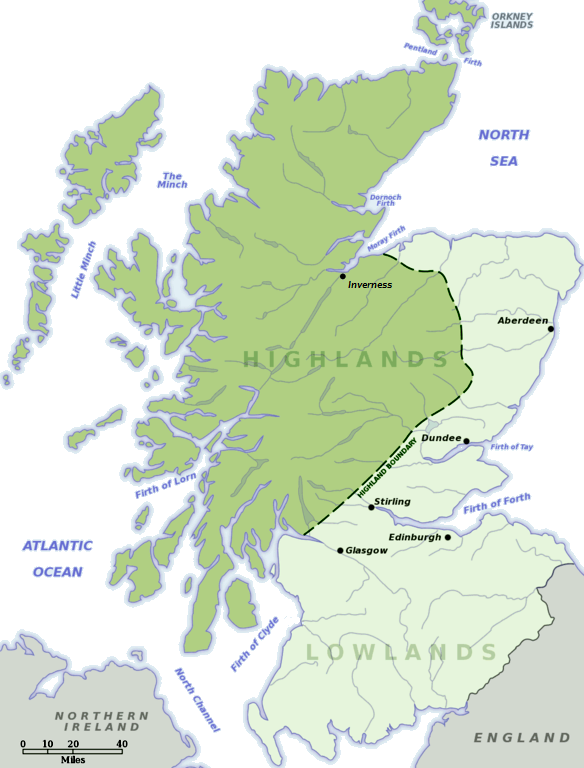
De Highlands en de Lowlands.

De Schotse Hooglanden (Engels: Scottish Highlands, Schots-Gaelisch: A'Ghaidhealtachd, Schots: Hielans) is een streek die in Schotland ligt, een deel van Groot-Brittannië in het Verenigd Koninkrijk. De streek valt min of meer samen met het raadsgebied (council area) en de voormalige regio Highland. De Schotse Hooglanden bestaan geografisch uit twee delen, de Grampian Mountains in het zuidoosten, gescheiden van de Northwest Highlands door de Great Glen in het noordwesten.
De Highlanders hebben een oude cultuur, waarvan de kilt, whisky en doedelzakmuziek bekende onderdelen zijn. Hun geschiedenis kent perioden van voorspoed maar ook dieptepunten zoals de 18e- en 19e-eeuwse Highland Clearances.

## Geografie
Het gebied is ongeveer tussen 445 miljoen jaar geleden en 415 miljoen jaar geleden ontstaan. Het is een Caledonisch plooiingsgebied. Het bergachtig, dunbevolkt gebied bevindt zich in het noorden van Schotland. Zowel qua landschap als cultuur verschilt het van het zuidelijker gelegen Schotse laagland.
Tot in de 19e eeuw spraken de meeste mensen hier Gaelic. Tot aan de Slag bij Culloden, in 1746, waren de Hooglanden een roerig gebied, waar de centrale regering weinig controle had over de hoofden der clans, die zich als bijna onafhankelijke heersers gedroegen en vaak onderling oorlogen uitvochten.

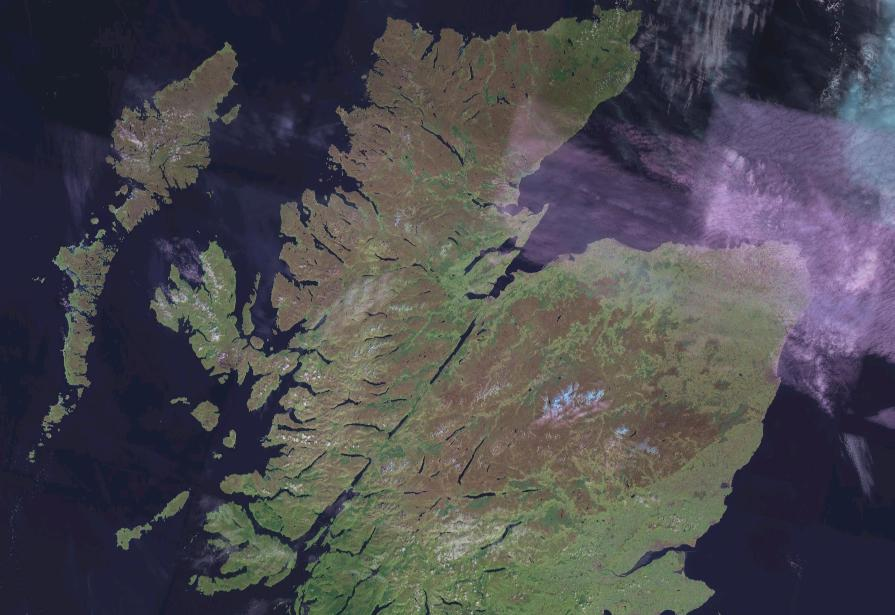
De Schotse Hooglanden

Midden door de Schotse Hooglanden loopt de Great Glen (het Grote Dal), een dal dat in voorgaande ijstijden door gletsjers is uitgesleten. De bergen rond dit dal ontstonden vele duizenden jaren geleden als gevolg van langs elkaar schuivende tektonische platen (de Great Glen breuklijn). Zo ontstond er een heuvel- en bergachtig gebied met talloze valleien.
Ook ontstonden er diverse meren (lochs), waaronder het beroemde Loch Ness.
De hoogste berg van de Britse Eilanden, Ben Nevis (1343 m), bevindt zich in het gebied, bij de stad Fort William.
Het grootste gedeelte van de Highlands ligt boven de 900 meter en bestaat voornamelijk uit verlaten veen- en heidehoogvlakten. Verder wisselen langgerekte dalen, diepe lochs (meren) en grillige granieten toppen elkaar af. De bergtoppen staan dikwijls volkomen geïsoleerd en bestaan hoofdzakelijk uit kwartsgesteenten.

## Bezienswaardigheden
Enkele bezienswaardigheden zijn:

Onofficiële streekvlag van de Schotse Hooglanden

| - Armadale Castle, Gardens & Museum of the Isles, in Skye - Cairngorm Mountain Funicular Railway - Cape Wrath, in Durness - Castle Tioram - Cawdor Castle - Dunrobin Castle, in Golspie - Fort George - Glen Orchy - Glencoe - Glenfinnan - Loch Linnhe |  | - Loch Lochy - Loch Ness - Moray Firth Cruises, in Inverness - Nationaal park Cairngorms - Rannoch Moor - Skibo Castle - Slagveld van Culloden - Smoo Cave, in Durness - Urquhart Castle - West Highland Way |